# おとバラ
「おとバラ」は2001年1月7日から2001年3月25日まで、テレビ東京系列で放送された音楽バラエティ番組。放送時間は毎週日曜8:30-9:00（日本標準時）。MCは五十嵐はるみ。その他出演は木住野佳子など。